# Cyrtopogon quadripunctatus
Cyrtopogon quadripunctatus là một loài ruồi trong họ Asilidae. Cyrtopogon quadripunctatus được Hermann miêu tả năm 1906.